# Мисс Интернешнл 1977

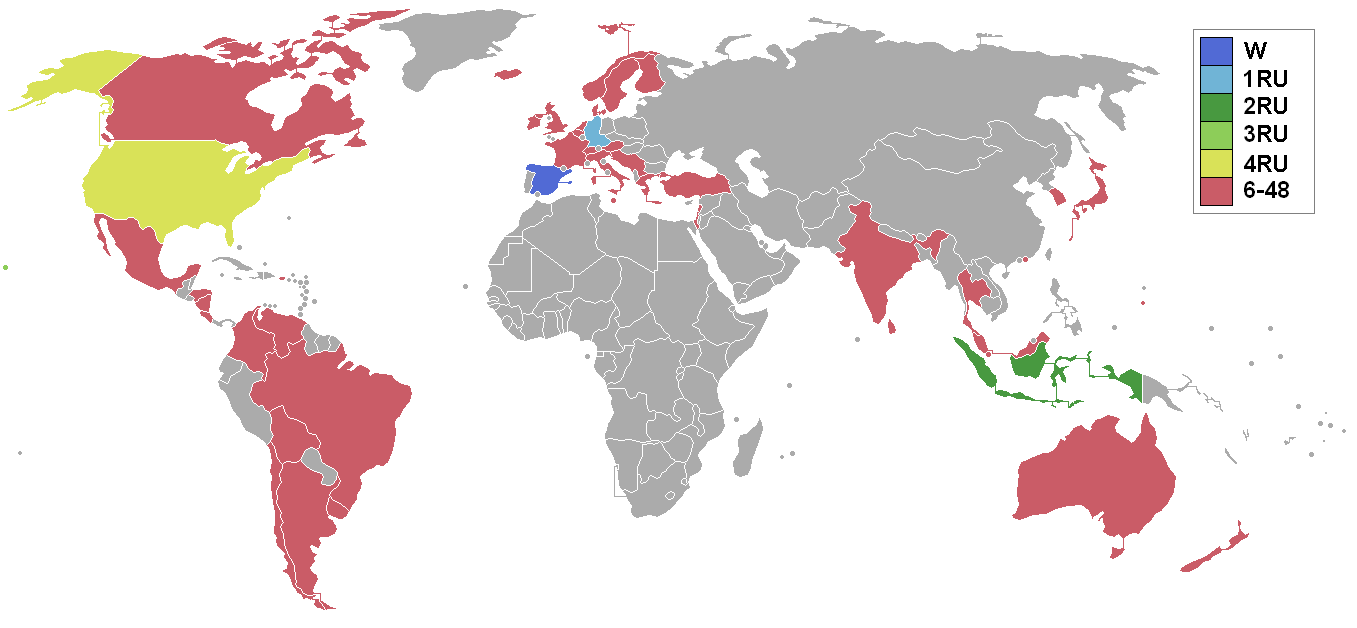
Страны-участницы Мисс Интернешнл

Мисс Интернешнл 1977 (англ. Miss International 1977) — 17-й международный конкурс красоты Мисс Интернешнл. Проводился 1 июля 1977 года в Токио, Япония. Победительницей стала Пилар Медина из Испании.

## Финальный результат
| Финальные результаты | Участница                            |
| -------------------- | ------------------------------------ |
| Мисс Интернешнл 1977 | - Испания — Пилар Медина             |
| 1-я вице-мисс        | - Германия — Дагмар Габриэль Винклер |
| 2-я вице-мисс        | - Индонезия — Индри Хапсари Соехарти |
| 3-я вице-мисс        | - Гавайи — Прунелла Джулие Никсон    |
| 4-я вице-мисс        | - США — Лаура Джин Боббит            |

## Специальные награды
| Награда                    | Участницы                         |
| -------------------------- | --------------------------------- |
| Мисс Дружба                | - Канада — Джеки Мэри Дрехер      |
| Мисс Фотогеничность        | - Пуэрто-Рико — Марта Эрнандес    |
| Лучший Национальный костюм | - Испания — Пилар Медина Канадель |
| Мисс Кимоно                | - Швеция — Лена Йеринберг         |

## Участницы
| - Аргентина — Сьюзан Хейер - Австралия — Памела Джой Кейл - Австрия — Ева Превольник - Бельгия — Иветта Мария Эльбрехт - Боливия — Мириам Коимбра - Бразилия — Патрисия Виотти де Андраде - Канада — Джеки Мэри Дрехер - Чили — Сильвия Эбнер Катальдо - Колумбия — Сильвия Алисия Помбо Каррильо - Коста-Рика — Ханния Каварриа Кордоба - Дания — Криста Ивонн Друбе - Финляндия — Арья Лиза Летинен - Франция — Катрин Пушель - Германия — Дагмар Габриэль Винклер (Universe 73; 2nd RU World 77; 1st RU Europe 78) - Великобритания — Сиан Хелен Ади-Джонс (Europe & 2nd RU Universe-Wales 76) - Греция — Лия Ага - Гуам — Линда Сэндлин - Гавайи — Прунелла Джули Никсон - Нидерланды — Вилли Муис - Гондурас — Мария Марлен Вильела (World 77) - Гонконг — Дороти Ю Йи-Ха - Исландия — Гудрун Хельгадоттир - Индия — Жоан Стефенс - Индонезия — Индри Хапсари Соехарто | - Ирландия — Анн Мари МакДэйд - Израиль — Ронит Маковер - Италия — Ливия Джаннони - Япония — Миеко Кожима - Республика Корея — Шин Бьонг-ок - Ливан — Катя Факри - Малайзия — Дороти Чуа По Коой - Мальта — Роза Бугежжа - Мексика — Эрнестина Соди Миранда - Новая Зеландия — Каролин Джудит Грант - Никарагуа — Мари Гретчен Гриффит - Норвегия — Бенте Бенте Лихаунг (SF Universe 76; Europe 76) - Пуэрто-Рико — Марта Эрнандес - Сингапур — Тереза Лиу Сан - Испания — Пилар Медина Канадель - Шри-Ланка — Сободини Нагесан - Швеция — Лена Йернберг - Швейцария — Бригитта Бакквит - Таиланд- Умпа Фухой - Турция — Майн Колдас - Уругвай — Динора Гонсалес Карпио - США — Лаура Жан Боббит - Венесуэла — Бетти Паредес - Югославия — Светлана Милорад Вишнич |

- Филиппины — Мария Кристина «Pinky» де ла Роса Альберто отказалась от участия в конкурсе.